# Matuê
Matheus Brasileiro Aguiar (Fortaleza, 11 de outubro de 1993), mais conhecido como Matuê, é um rapper, cantor, compositor, guitarrista e empresário brasileiro. Ficou conhecido com o single "Anos Luz", lançado em 2017 e pelo álbum "Máquina do Tempo" lançado em 2020. É considerado um dos símbolos do trap brasileiro.
Foi o único artista de hip hop em 2023 a ter 10 músicas com mais de 100 milhões de streams nas plataformas digitais.
Em setembro de 2024 lançou seu segundo álbum, chamado 333 conquistando com ele a maior estreia de um álbum da história do Spotify Brasil, contando com 16.8 milhões de reproduções nas primeiras 24 horas de lançamento, além de debutar em primeiro lugar no Spotify Global.

## Biografia
Matuê nasceu em Fortaleza, capital do Ceará. Durante sua infância, aos oito anos de idade, se mudou com seus pais para Oakland, cidade localizada no estado da Califórnia, nos Estados Unidos. Ficando por três anos no país, conseguiu se tornar fluente em língua inglesa, até voltar para o Brasil em 2004, aos 11 anos de idade .
Na escola, Matuê começou a ter contato e se interessar pelo mundo do Rap, mas ainda na sua adolescência passou por momentos difíceis após perder sua avó, que era uma pessoa que sempre o apoiava. Ele começou a trabalhar como vendedor em uma loja de roupas de um shopping e depois de um tempo, aproveitando sua experiência com a língua inglesa, virou professor particular de inglês. Foi com esse emprego que ele conseguiu juntar um dinheiro para começar a investir na sua carreira musical.
| “ | Foi um privilégio muito grande. Me abriu muitas portas e me possibilitou a dar iniciativa na minha caminhada musical. O outro ponto é que vi a importância do rap lá nos EUA e vi que poderia fazer isso aqui”, diz Matuê sobre o tempo que passou nos Estados Unidos. | ” |

Em 27 de setembro de 2021, Matuê revelou que se tornou pai durante a pandemia, sem dar muitos detalhes sobre.

## Carreira musical
Matuê iniciou sua carreira em 2015, lançando sua primeira e única mixtape de reggae, chamado Reggae, produzido pela 30PRAUM. Porém, a mixtape não fez sucesso e ele decidiu migrar para área do trap.
Em 2016, destacou-se na cena nacional já no seu primeiro lançamento de trap, "RBN", com um videoclipe de estética ímpar e enorme originalidade musical, o tornando característico pelo seu estilo harmônico vocal.
Desde então, o artista e diretor criativo da 30PRAUM tem inovado a cada lançamento, superando suas produções anteriores e trazendo novas sonoridades. Sempre apresentando uma variedade de flows e harmonias, diferenciando a cada música mas sem perder a qualidade e originalidade. Matuê tem 7,1 milhões de ouvintes mensais no Spotify, seu álbum Máquina do Tempo passou de 110 milhões de visualizações no YouTube em uma semana. Seu principal hit de 2019, "Kenny G" já conta com mais de 267 milhões de visualizações.
No dia 10 de setembro do 2020, Matuê lançou seu primeiro álbum, Máquina do Tempo, com sete faixas num total de 19 minutos e 32 segundos de música. Matuê impressionou a todos não apenas lançando a canção "Máquina do Tempo", que era a mais esperada por todos os fãs, como também lançou ainda uma espécie de faixa bônus dentro dela, intitulada de "A+".
O lançamento do álbum Máquina do Tempo quebrou o recorde de melhor estreia no Spotify Brasil, totalizando 4,6 milhões de reproduções na plataforma nas primeiras 24 horas, e tornou-se o primeiro disco do rap nacional com cinco músicas acima de 100 milhões de execuções.
No dia 9 de setembro de 2024, Matuê lançou o seu tão aguardado segundo álbum, 333, que bateu novamente novos recordes no Spotify Brasil, tornando-se o álbum mais ouvido no país nas primeiras 24 horas com mais de 16 milhões de streams, ultrapassando o recorde anteriormente mantido por Luísa Sonza com "Escândalo Íntimo". 11 das 12 faixas entraram no Top 50 do Spotify Brasil no primeiro dia, consolidando o impacto do lançamento. Já no segundo dia Matuê ocupou o Top 10 com 9 músicas do álbum, com "Crack com Mussilon" assumindo o topo, alcançando a 1ª posição com mais de 1,45 milhão de streams em um único dia. Matuê também se destacou em uma performance promocional suspenso no Vale do Anhangabaú, atraindo grande atenção da mídia e dos fãs.
Em 2025 Matuê alcançou uma marca histórica com seu álbum de estreia, "Máquina do Tempo", que ultrapassou 1 bilhão de reproduções no Spotify em fevereiro de 2025. Este feito torna o disco o primeiro do trap brasileiro a atingir tal número, consolidando Matuê como um dos principais nomes do gênero no país. Lançado em setembro de 2020, o álbum já havia quebrado recordes ao emplacar todas as suas sete faixas no Top 15 do Spotify Brasil na semana de estreia, com a música-título alcançando o primeiro lugar entre as mais ouvidas no país.  Com essa conquista, Matuê se junta aos Racionais MC's, como os únicos artistas do segmento hip-hop/rap brasileiro a alcançarem essa marca.

## Discografia

### Álbuns de estúdio
- Máquina do Tempo (2020)[27]
- 333 (2024)[28][29]

### Extended plays(EPs)
- Sabor Overdose no Yakisoba (2024)[30]

| Single               | Ano  | Melhores posições nas paradas | Melhores posições nas paradas | Álbuns/EPs                 |
| Single               | Ano  | BRA                           | GLO                           | Álbuns/EPs                 |
| -------------------- | ---- | ----------------------------- | ----------------------------- | -------------------------- |
| RBN                  | 2016 | —                             | —                             | —                          |
| Boomzin              | 2017 | —                             | —                             | —                          |
| 100 Placas           | 2017 | —                             | —                             | —                          |
| De Alta              | 2017 | —                             | —                             | —                          |
| Celine               | 2017 | —                             | —                             | —                          |
| Lama no Copo         | 2017 | —                             | —                             | —                          |
| H.O.R.T.A            | 2017 | —                             | —                             | —                          |
| Anos Luz             | 2017 | —                             | —                             | —                          |
| De Peça em Peça      | 2018 | —                             | —                             | —                          |
| Outro Plano          | 2018 | —                             | —                             | —                          |
| Urubus               | 2018 | —                             | —                             | —                          |
| Quem Manda é a 30    | 2018 | —                             | —                             | —                          |
| 3am                  | 2018 | —                             | —                             | —                          |
| A Morte do Autotune  | 2018 | —                             | —                             | —                          |
| Banco                | 2019 | —                             | —                             | —                          |
| Kenny G              | 2019 | —                             | —                             | —                          |
| Mantém               | 2019 | —                             | —                             | —                          |
| Quem Mandou Chamar   | 2019 | —                             | —                             | —                          |
| Cogulândia           | 2020 | —                             | —                             | Máquina do Tempo           |
| Antes                | 2020 | —                             | —                             | Máquina do Tempo           |
| Gorilla Roxo         | 2020 | —                             | —                             | Máquina do Tempo           |
| Vem Chapar           | 2020 | —                             | —                             | Máquina do Tempo           |
| 777-666              | 2020 | —                             | —                             | Máquina do Tempo           |
| É Sal                | 2020 | —                             | —                             | Máquina do Tempo           |
| Máquina do Tempo     | 2020 | —                             | —                             | Máquina do Tempo           |
| M4                   | 2021 | —                             | —                             | —                          |
| Quer Voar            | 2021 | —                             | —                             | —                          |
| Groupies             | 2021 | —                             | —                             | —                          |
| Sem Dó               | 2021 | —                             | —                             | —                          |
| Vampiro              | 2022 | —                             | —                             | —                          |
| Flow Espacial        | 2023 | —                             | —                             | —                          |
| Conexões de Máfia    | 2023 | 2                             | 105                           | —                          |
| Filho da Noite       | 2024 | -                             | -                             | -                          |
| A Última Dança       | 2024 | -                             | -                             | Sabor Overdose No Yakisoba |
| Honey Babe           | 2024 | -                             | -                             | Sabor Overdose No Yakisoba |
| Reza do Milhão       | 2024 | -                             | -                             | Sabor Overdose No Yakisoba |
| Crack com Mussilon   | 2024 | -                             | -                             | 333                        |
| Imagina esse Cenário | 2024 | -                             | -                             | 333                        |
| Isso é Sério         | 2024 | -                             | -                             | 333                        |
| 1993                 | 2024 | -                             | -                             | 333                        |
| 4Tal                 | 2024 | -                             | -                             | 333                        |
| O Som                | 2024 | -                             | -                             | 333                        |
| 04AM                 | 2024 | -                             | -                             | 333                        |
| Castelvania          | 2024 | -                             | -                             | 333                        |
| V de Vilão           | 2024 | -                             | -                             | 333                        |
| Maria                | 2024 | -                             | -                             | 333                        |
| 333                  | 2024 | -                             | -                             | 333                        |
| Like This!           | 2024 | -                             | -                             | 333                        |

## Prêmios e indicações
| Ano  | Prêmio                       | Categoria             | Indicação                     | Resultado | Ref.   |
| ---- | ---------------------------- | --------------------- | ----------------------------- | --------- | ------ |
| 2019 | MTV Millennial Awards Brasil | #PRESTATENÇÃONOGÁS    | Ele mesmo                     | Indicado  | [ 33 ] |
| 2020 | MTV Millennial Awards Brasil | Beat BR               | Ele mesmo                     | Indicado  | [ 34 ] |
| 2021 | MTV Millennial Awards Brasil | Trap na Cena          | Ele mesmo                     | Indicado  | [ 35 ] |
| 2022 | MTV Millennial Awards Brasil | Trap na Cena          | Ele mesmo                     | Indicado  | [ 36 ] |
| 2022 | MTV Millennial Awards Brasil | Artista Musical       | Ele mesmo                     | Indicado  | [ 36 ] |
| 2022 | MTV Millennial Awards Brasil | Trap na Cena          | Ele mesmo                     | Indicado  | [ 36 ] |
| 2022 | MTV Millennial Awards Brasil | Hino do Ano           | "Vampiro" (Matuê, Teto e WIU) | Indicado  | [ 36 ] |
| 2022 | MTV Millennial Awards Brasil | Feat. Nacional        | "Vampiro" (Matuê, Teto e WIU) | Indicado  | [ 36 ] |
| 2022 | Prêmio iBest                 | Influenciador Ceará   | Ele mesmo                     | TOP3      | [ 37 ] |
| 2023 | MTV Europa Music Awards      | Best Brazilian Artist | Ele mesmo                     | Ganhador  |        |
| 2024 | Prêmio Multishow             | Artista do ano        | Ele mesmo                     |           | [ 38 ] |
| 2024 | Prêmio Multishow             | Álbum do ano          | "333"                         |           | [ 38 ] |